# R Орла

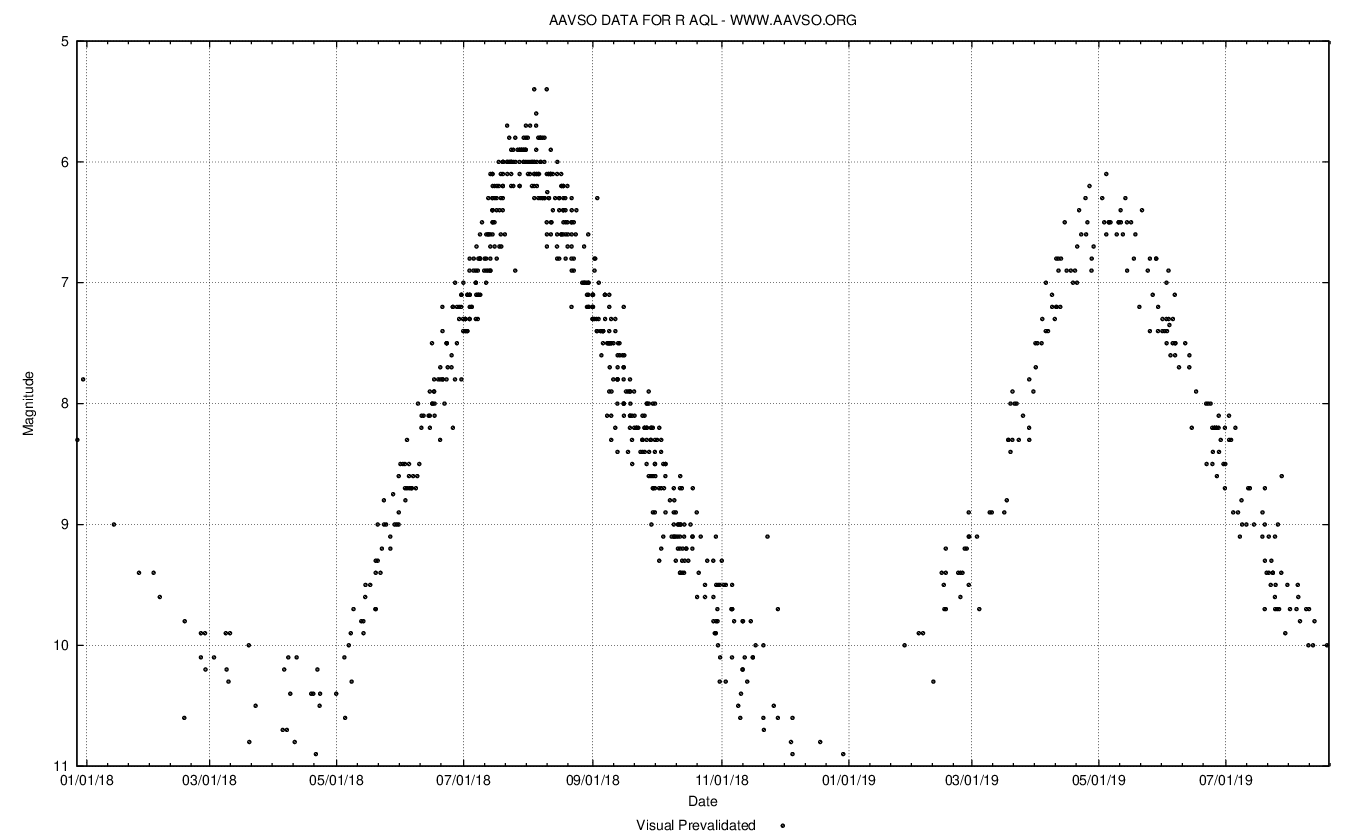
Кривая блеска R Орла

R Орла — переменная звезда в созвездии Орла. Находится на
расстоянии около 780 световых лет от Солнца по данным о тригонометрическом
параллаксе, лучевая скорость звезды равна 35 км/с. Объект является пульсирующей переменной звездой типа Миры, видимая звёздная величина варьируется от 5,3 до 12,0 с периодом
269,84 суток. В момент обнаружения
звезды период составлял более 300 дней и постепенно уменьшался: с 320 дней в 1915
году до 264 дней в 2010 году со средней скоростью 0,4 суток за год. Амплитуда
вариаций также уменьшилась примерно на 1 звёздную величину со времени открытия. В момент наибольшей яркости звезду можно наблюдать
невооружённым глазом как тусклую красноватую точку.
R Орла является стареющим красным гигантом на
асимптотической ветви и
обладает спектральным классом, меняющимся со временем от M5e до M9e, индекс 'e' показывает наличие эмиссионных линий в спектре. Более
холодные спектральные классы соответствуют окрестности минимума
блеска, а более горячие — окрестности максимума. Звезда,
возможно, недавно испытала гелиевую вспышку.
Объект содержит много кислорода, он обладает солнечной массой, но радиус
превышает радиус Солнца в 259 раз. В среднем звезда обладает
светимостью в 3470 раз большей, чем светимость Солнца при
эффективной температуре около 3000 K. Темп потери массы составляет
около (6 – 35) × 10−7 M⊙ в год, при этом вокруг звезды
образуется пылевая оболочка из силикатов.